# Nash (Oklahoma)
Nash è un comune degli Stati Uniti d'America, situato nello Stato dell'Oklahoma, nella contea di Grant.